# فنون بلاغت و صناعات ادبی
فنون بلاغت و صناعات ادبی، کتابی است نوشتهٔ جلال‌الدین همایی (۱۲۷۸–۱۳۵۹ خورشیدی)، نویسنده، ادیب، شاعر، مورّخ و استاد دانشگاه تهران، دربارهٔ فنون ادبیِ بدیع (آرایه‌های ادبی)، معانی و بیان.
با این‌که سال‌های بسیار از تألیف کتاب فنون بلاغت و صناعات ادبی می‌گذرد، این اثر هنوز مرجع معتبری برای اهل فن است.
ویرایش نخست از چاپ سی‌ویکم این کتاب را نشر هما منتشر کرده‌است. (شابک: ۹۷۸۹۶۴۶۱۷۱۰۶۰)